# Grad Podčetrtek
Grad Podčetrtek este o arie protejată (arie specială de conservare — SAC, sit de importanță comunitară — SCI) din Slovenia întinsă pe o suprafață de 16,13 ha, integral pe uscat.

## Localizare
Centrul sitului Grad Podčetrtek este situat la coordonatele 46°09′32″N 15°35′24″E / 46.159°N 15.59°E.

## Înființare
Situl Grad Podčetrtek a fost declarat sit de importanță comunitară în aprilie 2013 pentru a proteja 4 specii de animale. Situl a fost protejat și ca arie specială de conservare în aprilie 2015.

## Biodiversitate
Situată în ecoregiunea continentală, aria protejată nu include niciun habitat protejat.
La baza desemnării sitului se află mai multe specii protejate:
- mamifere (3): liliac cărămiziu (Myotis emarginatus), liliacul mare cu potcoavă (Rhinolophus ferrumequinum), liliacul mic cu potcoavă (Rhinolophus hipposideros)
- nevertebrate (1): Austropotamobius torrentium